# Xuchitlán (Lolotla)
Xuchitlán es una localidad de México, localizada en el municipio de Lolotla en el estado de Hidalgo.

## Toponimia
Del náhuatl Xochitl, flor, tlan, lugar: Lugar de flor.

## Geografía
Se encuentra en la región geográfica de la Sierra Alta; a la localidad le corresponden las coordenadas geográficas 21°3′50.468″ de latitud norte y 98°44′39.487″ de longitud oeste, con una altitud de 634 m s. n. m. Cuenta con un clima semicálido húmedo con lluvias todo el año.
En cuanto a fisiografía se encuentra en la provincia de la Sierra Madre Oriental, dentro de la subprovincia del Carso Huasteco; su terreno es de sierra. En lo que respecta a la hidrografía se encuentra posicionado en la región del Pánuco, dentro de la cuenca el río Moctezuma, y en la subcuenca del río Amajac.

## Demografía
En 2020 registró una población de 835 personas, lo que corresponde al 8.81 % de la población municipal. De los cuales 414 son hombres y 421 son mujeres.
| Gráfica de evolución demográfica de Xuchitlán entre 1900 y 2020 |
|                                                                 |
| Población registrada por los censos y conteos del INEGI.        |